# Authorship
L'Authorship était un programme écrit par Google, permettant d'identifier l'auteur d'un contenu référencé dans les pages de résultats du moteur de recherche. L'article en question est relié au compte Google+ de l'auteur. Ce programme a disparu du moteur de recherche depuis le 29 août 2014.

## Caractéristiques
Même s'il y a des débats sur le sujet parmi les référenceurs, l'Authorship est supposé entrer dans les critères de référencements d'un article sur Google. Autrement dit, si l'auteur relié à l'article est reconnu pour son autorité sur un domaine (autorité mesurable grâce à son Author Rank), l'article sera plus facilement référencé sur Google. 
Jusqu'à la fin du mois de juin 2014, l'Authorship se caractérisait par l'apparition de la photo de l'auteur dans la page de résultats d'un moteur de recherche (en anglais, SERP) Google. Depuis cette date et jusqu'à l'arrêt du programme, seul le nom de l'auteur apparaissait sous le titre de l'article. 